# Islington (métro de Toronto)
Islington est une station de la ligne 2 Bloor-Danforth, du métro de la ville de Toronto en Ontario au Canada. Elle est située au nord de la Bloor Street West à l'intersection de Islington Avenue.

## Situation sur le réseau

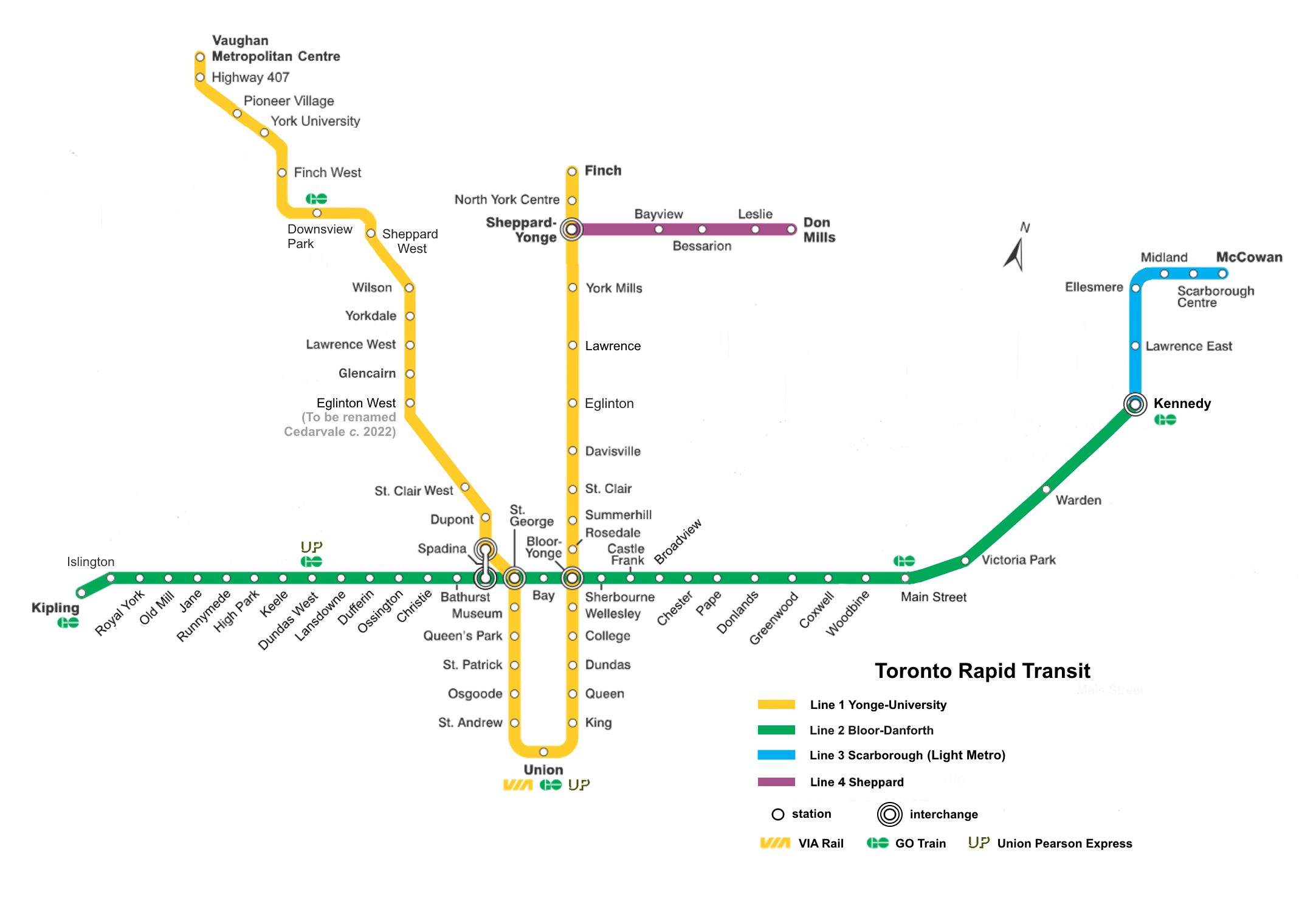
Plan du métro de Toronto (2018).

Établie en surface, la station Islington de la ligne 2 Bloor-Danforth, est précédée par le terminus Kipling, elle est suivie par la station Royal York, en direction du terminus Kennedy.

## Histoire
La station Islington est mise en service le 10 mai 1968.
La station est  le terminus de la ligne Bloor-Danforth jusqu'en 1980, année de l'extension de la ligne et de l'ouverture de la nouvelle station terminus de Kipling.
Elle a, en moyenne, au cours de l'année 2009-2010, une fréquentation de 43 090 passagers par jour.

## Services aux voyageurs

### Intermodalité
Aux alentours de la station, il y a trois Parc relais pour un total de 1 299 voitures. Elle est desservie par les bus des lignes : 37 Islington, 50 Burnhamthorpe et 110 Islington South.